# Gastrophète
Le gastrophète  ou gastraphète (du grec ancien γαστραφέτης ou « ventre tireur ») est une arme de trait décrite pour la première fois au Ier siècle av. J.-C. par l'auteur grec Héron d'Alexandrie, dans son traité sur la Fabrication des machines de jet. L’arme est toutefois bien antérieure à cette date et était déjà en usage au Ve siècle av. J.-C., au début duquel l’ingénieur tarentin Zopyros en raffine la conception : de portative, le gastraphète devient une arme de grande dimension dotée d’un trépied et d’un treuil, ce qui en fait le précurseur probable de la catapulte.

## État des sources
Le premier texte à faire mention du gastraphète est le traité de l’ingénieur Héron d'Alexandrie Ktēsibiou Belopoiïca, Fabrication des armes de jet de Ctésibios. Dans cet ouvrage, il explique que cette arme est l’ancêtre de la catapulte. Un autre mathématicien grec, Biton, décrit deux variantes de gastraphète, dont il attribue l’invention à l’ingénieur tarentin du Ve siècle av. J.-C. Zopyros. Ce texte de Biton est parfois vu comme un faux, mais les études récentes tendent à le considérer authentique.
Il n'existe aucune trace archéologique du gastraphète, mais l’arme a fait l’objet de recherches en archéologie expérimentale. Les premières propositions de reconstitution ont été le fait d’Erwin Schramm à la fin du XIXe siècle et au début du XXe siècle. Ces essais donnaient au gastraphète un arc en acier, théorie qui a depuis été invalidée.

## Description
Le gastraphète est composé d’un corps fixe appelé syrinx, à l’avant duquel est fixé un arc composite, tandis qu’à l’autre extrémité se trouve une poignée horizontale concave. Le syrinx présente une rainure dans laquelle est emboîtée une baguette coulissante appelée diōstra. Lorsqu’il est poussé complètement vers l’avant, le diōstra dépasse largement à l’avant de l’arme. À son extrémité arrière se trouve un mécanisme permettant d’y accrocher la corde de l’arc et de la relâcher via une détente. Une autre partie de ce mécanisme est un cliquet à crémaillère permettant d’empêcher le diōstra de revenir en avant sous l’effet de la tension.

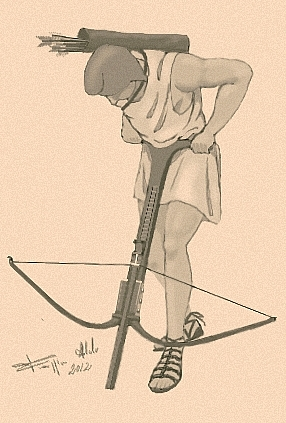
Armement du gastrophète.

Ce dispositif permet d’armer l’arc : l’utilisateur cale l’extrémité du diōstra contre une surface dure, le sol ou un mur, puis place son ventre contre la poignée. Il peut ainsi peser de tout son poids sur le gastraphète, ce qui contraint le diōstra vers l’arrière et permet ainsi de bander l’arc. L’arme est ensuite chargée avec une flèche, qui peut être alors tirée en actionnant la détente pour relâcher la corde. Étant donné le poids du gastraphète, il est possible que ses utilisateurs aient disposé d’un pied permettant de soutenir l’arme, facilitant ainsi la visée.

## Lien avec la catapulte
Bien que l’arme décrite par Héron d’Alexandrie ait le même nom que celles évoquées par Biton, leurs dimensions semblent avoir été assez différentes. Les deux armes que ce dernier attribue à Zopyros, conçue pour l’une à Cumes, peut-être au moment de la conquête de celle-ci par les Samnites en 421 av. J.-C., et pour l’autre à Milet vers 400 av. J.-C. ont en effet un arc de plus de deux mètres. De fait, le gastraphète de Zopyros était probablement une arme trop imposante pour être utilisée individuellement, ce qui tend à être confirmé par l’existence d’un pied. La description de Biton est assez confuse quant à la forme de celui-ci, mais il y a un relatif accord entre les historiens pour dire qu’il s’agissait d’un trépied, bien qu’il n’y ait pas de consensus sur ses dimensions.
L’introduction de ce trépied par Zopyros est l’un des éléments reliant le gastraphète à la catapulte, l’autre étant l’ajout d’un dispositif mécanique pour tendre l’arc. En effet, la taille de celui-ci ne permettant plus de le bander par la seule force humaine, il est nécessaire d’utiliser un treuil pour pouvoir le faire.